# Constantine Maroulis
Constantine James Maroulis (Nova York, 17 de setembro de 1975) é um cantor norte-americano. Apareceu como finalista no reality show  American Idol durante a temporada de 2005. 
Graduou-se em 2002 no Boston Conservatory, Maroulis é descendente de grego e trabalha como cantor, ator, e escritor, incluindo aparições, no tour nacional do show da Broadway, Rent, interpretando "Roger Davis."  Ele é também o  líder da banda de rock Pray for the Soul of Betty. 
Ao contrário do que foi mostrado no American Idol, ele não deixou a banda: apenas tirou um tempo para participar do American Idol, e retornou depois que foi votado fora. Sua rendição do clássico do Queen, "Bohemian Rhapsody]" ganhou elogios dos jurados, incluindo Simon Cowell. A performance também atraiu a atenção do guitarrista Brian May do Queen, o qual convidou Maroulis para gravar em estúdio uma versão da música para o CD do trigésimo aniversário, um álbum de tributo que se chamará Killer Queen.
Em agosto de 2001, Maroulis interpretou Hedwig no musical off-Broadway Hedwig and the Angry Inch. Foi o vencedor do "dating show" Elimidate, que aconteceu em Boston antes dele concorrer no American Idol. Outras notáveis performances incluem papéis em Tango 'til They're Sore (Oleg), Macbeth (Malcom), Jesus Christ Superstar (Judas, Jesus).
Em 12 de outubro de 2001 Maroulis apareceu no episódio intitulado como "Stolen" (temporada 3, Episodio 46) do  Lei e Ordem SVU Também apareceu em filmes independentes (i.e, The Strangler's Wife)  e fez a voz do mecânico#1 no Warner Brother's desenho animado japonês, AstroBoy.
Em  27 de abril de 2005, Maroulis foi eliminado do American Idol depois de cantar "How you remind me" do Nickelback, o tema da corrente semana era música do novo milênio. Seu sexto lugar chocou e irritou os fãs e é lembrado como o dia em que Paula Abdul chorou e se descompôs.
No dia 10 de maio de 2005, Pray for the Soul of Betty, em contrato de distribuição com a Koch Entertainment, lançou o CD deles produzido pertencente ao próprio selo da banda, "Baby Julius Productions". Maroulis também pode ser ouvido no American Idol Season 4: The Showstoppers CD cantando "My Funny Valentine", uma performance que ganhou muito prestigio durante a semana de musicais no reallity show.
Atualmente Constantine está no musical Rock of Ages na Broadway.